# Mariam Sakr
Pour les articles homonymes, voir Sakr.
Mariam Abdelrahman Elsayed Sakr (en arabe : مريم عبد الرحمن السيد صقر), née le 15 février 1997, est une nageuse égyptienne.

## Carrière
Mariam Abdelrahman Elsayed Sakr remporte aux Championnats d'Afrique de natation 2012 à Nairobi la médaille d'argent du relais 4 x 100 mètres quatre nages et la médaille de bronze du 200 mètres papillon ainsi que du 100 mètres dos.
Elle dispute ensuite les Jeux de la solidarité islamique de 2013 à Palembang, où elle est médaillée d'or du 100 mètres dos ainsi que du relais 4 x 100 mètres quatre nages et médaillée d'argent du 50 mètres dos, du 200 mètres papillonet  des relais 4 x 100 mètres nage libre et 4 x 200 mètres nage libre.
Aux Jeux africains de la jeunesse de 2014 à Gaborone, elle obtient l'or sur le relais 4 x 50 mètres nage libre, l'argent sur le relais 4 x 50 mètres quatre nages mixte et le bronze sur le 100 mètres dos et le 100 mètres papillon.
Aux Jeux africains de 2015 à Brazzaville, Mariam Sakr est médaillée d'argent des relais 4 x 100 mètres quatre nages et 4 x 200 mètres nage libre et médaillée de bronze du 200 mètres papillon.
Aux Championnats d'Afrique de natation 2016 à Bloemfontein, elle obtient la médaille d'argent des 100 et 200 mètres papillon ainsi que des relais 4 x 100 mètres nage libre, 4 x 100 mètres quatre nages et 4 x 100 mètres quatre nages mixte ainsi que la médaille de bronze du relais 4 x 200 mètres nage libre.